# Jammerbugt FC
Jammerbugt Fodbold Club – duński klub piłkarski z siedzibą w Pandrup w Jutlandii Północnej.

## Historia
Klub powstał 27 sierpnia 1973 roku pod nazwą Jetsmark IF, który został utworzony z zespołów Kaas IF i Pandrup Boldklub. W rozgrywkach ligowych zaczął występować od następnego roku. Przez długi czas występował w niższych ligach duńskich. W 2002 po raz pierwszy awansował do 2. division. W 2008 zarząd Jetsmark IF postanowił o zmianie struktury klubu i jego nazwy na Blokhus FC. Pod nową nazwą występowały pierwsza drużyna klubu oraz zespoły do lat 21, 19 i 17, natomiast pozostałe zespoły utrzymały nazwę Jetsmark IF. W sezonie 2010/11 Blokhus wywalczył po barażach awans do 1. division, jednak w następnym nie zdołał utrzymać się na drugim poziomie rozgrywkowym. W 2013 klub ponownie zmienił nazwę, tym razem na Jammerbugt FC. W sezonie 2017/18 doszedł do 1/8 finału Pucharu Danii. W sezonie 2020/21 po raz drugi w historii wywalczył awans do 1. division. W 2022 zespół ponownie nie utrzymał się na drugim szczeblu rozgrywkowym.
Pod koniec sezonu 2021/22 Jammerbugt FC zaczął zalegać z płatnościami dla zawodników oraz sponsorów. Jednocześnie większość składu zespołu, wbrew wcześniejszym zapowiedziom, stanowili zawodnicy spoza Danii, wywodzący się z akademii Klausa-Dietera Müllera, który od 2021 pełnił funkcję prezesa klubu. Mimo problemów Jammerbugt przystąpił do rozgrywek 2. division w sezonie 2022/23, jednak 22 sierpnia 2022 sąd w Hjørring orzekł bankructwo zespołu na wniosek stowarzyszenia zawodników. Dwa dni później klub został wykluczony z rozgrywek 2. division. Od sezonu 2023/24 zespół zaczął występować pod nazwą macierzystego klubu (Jetsmark IF) w Jyllandsserien.

## Sukcesy

### Trofea międzynarodowe
Nie uczestniczył w rozgrywkach europejskich.

### Trofea krajowe
| \| \| Zdobyte trofea w rozgrywkach Danii (stan na: 01-06-2022) \| |                                                          |      |          |
| Rozgrywki                                                         | Osiągnięcie                                              | Razy | Sezon(y) |
| Mistrzostwo                                                       | I miejsce                                                | 0    |          |
| Mistrzostwo                                                       | II miejsce                                               | 0    |          |
| Mistrzostwo                                                       | III miejsce                                              | 0    |          |
| Puchar                                                            | zdobywca                                                 | 0    |          |
| Puchar                                                            | finalista                                                | 0    |          |
| Puchar                                                            | 1/8 finału                                               | 1    | 2018     |
| II liga                                                           | I miejsce                                                | 0    |          |
| II liga                                                           | II miejsce                                               | 0    |          |
| II liga                                                           | III miejsce                                              | 0    |          |
| II liga                                                           | 12. miejsce                                              | 1    | 2022     |
| Dania                                                             | Zdobyte trofea w rozgrywkach Danii (stan na: 01-06-2022) |      |          |

- 2. division
  - mistrz (zachód) : 2020/2021[10]

## Stadion
Klub rozgrywał swoje mecze na Sparekassen Vendsyssel Arena o pojemności 6000 osób.